# 上杉晋作
上杉 晋作（うえすぎ しんさく、1991年（平成3年）4月17日 - ）は日本の男性チェスプレーヤー。FIDEマスター（FM、世界チェス連盟マスター）。日本での段位は6段。2007年（平成19年）5月第40回全日本チェス選手権全国大会において高校1年生で史上最年少優勝、第40代全日本チャンピオン。2008年11月第38回チェス・オリンピアード、ドレスデン大会日本代表。2010年4月全米高校生チャンピオン。函館チェスサークル名誉会員。
京都府京都市生まれ。2000年3月よりアメリカ在住。2010年6月メリーランド州モンゴメリー郡ウィンストン・チャーチル高等学校卒業、2014年5月カリフォルニア大学バークレー校卒業。

## タイトル
- 世界チェス連盟 FIDEマスター[3]（チェス国籍が日本の選手における最年少FM）
- 日本チェス協会 6段

## 代表歴
- 第44回　20歳以下世界選手権　日本代表（トルコ、イスタンブール 2005年）
- 第12回　16歳以下ユースオリンピック日本代表 1将[4]（シンガポール 2007年）
- 第38回　チェス・オリンピアード日本代表[5]（ドイツ、ドレスデン 2008年）
- 2009年（平成21年）度　日本オリンピック委員会 (JOC) オリンピック有望選手認定（2009年（平成21年））
- 第5回　全米チェスリーグ・ボルチモアキングフィッシャーズプレーヤー[6]（2009年）
- 2010年（平成22年）度　日本オリンピック委員会 (JOC) オリンピック有望選手認定（2010年（平成22年））

## 主な優勝歴

### 日本
- 第40回　全日本選手権全国大会　史上最年少全日本チャンピオン（2007年（平成19年）[1]）
- JOCジュニアオリンピック杯全日本ジュニアチャンピオン（2007年（平成19年）[7]、2008年（平成20年）[8]、2009年（平成21年）[9]）
- サマーオープンチャンピオン（2008年（平成20年）[10]、2009年（平成21年）[11]、2012年（平成24年）[12]）
- クリスマスオープンチャンピオン（2012年（平成24年）[13]）
- 新年チェスオープンチャンピオン（2013年（平成25年）[14]）
- ゴールデンオープンチャンピオン（2015年（平成27年）[15]）

### アメリカ
- UMBC（全米大学チェスNO.1[16]メリーランド大学ボルチモアカウンティー校）奨学金争奪杯メリーランド州学生選抜選手権チャンピオン（2005年[17]）
- 全米学年別選手権チャンピオン （2006年[18]、2007年[19]）
- メリーランド州オープン　ブリッツチャンピオン（2007年[20]）
- 第40回　バージニアオープンチャンピオン[21]（2008年[22]）
- 第19回　ワシントンD.C.首都圏オープン快速チャンピオン（2008年[23]）
- ワシントンD.C.首都圏学生杯チャンピオン[24]（2008年[25]）
- 全米チーム選手権バグハウスチェスチャンピオン（2008年、2009年）
- 全米ランキング1位（2009年6月 18歳の部[26]）
- UMBC選手権チャンピオン（2009年[27]）
- スプリングフィールドオープンチャンピオン（2010年[28]）
- 全米高校選手権バグハウスチェスチャンピオン（2010年[29]）
- 全米高校選手権チャンピオン（2010年[30]）

## 資格
- 全米チェス連盟公認トーナメントダイレクター

## 著書
- 『上杉晋作のチェス解説　グリュンフェルド編 1 [Kindle版]』（上杉晋作、2013年）ASIN B00DZ0PTA8
- 『地力をつける　実戦から学ぶチェスの考え方 [Kindle版]』（上杉晋作、2014年）ASIN B00HVKCZS2

### 紹介ページ
- 公式サイト（英語）
- Shin's チェスビデオ
- 世界チェス連盟
- チェスリーグ

### メディア記事
- A Knight among Chess Players  by Gazette.net（2004年1月14日）
- Chess scores middle-schooler scholarship  by Gazette.net （2006年2月22日）
- Triumph in Tokyo　by Potomac Almanac （2007年5月15日）
- Searching for Bobby Fisher in Potomac?　by The Connection （2007年7月17日）
- Uesugi, Lu tie at Open　by The Washington Times （2008年2月9日）
- Erenburg and Stripunsky Take Atlantic  by United States Chess Federation （2008年5月1日）
- Japanese-American Talent　by ICC Chess.FM （2008年11月24日）
- US Schools Recognize Benefits of Chess(YouTube)　by Voice of America （2008年11月26日）
- In Columbus, Ryba Wins Blitz, Low and Uesgui Take Bug by United States Chess Federation （2010年4月16日）
- High School Nationals: The Biggest Tie Ever and Hunter on Top  by United States Chess Federation （2010年4月19日）
- Stars in the Spotlight at Three Student Tournaments by New York Times　（2010年5月1日）